# Björkviksmossens naturreservat
Björkviksmossens naturreservat är ett naturreservat i Nykvarns kommun i Stockholms län.
Området är naturskyddat sedan 1996 och är 15 hektar stort. Reservatet omfattar et våtområde norr om Södra Yngern. Reservatet består av en liten tallmosse omgiven av naturskogsartad barrskog.